# Сиракуза (провинция)
Сиракуза (на италиански: Provincia di Siracusa) е провинция в Италия, в региона Сицилия.
Площта ѝ е 2109 км², а населението – около 400 000 души (2007). Провинцията включва 21 общини, административен център е град Сиракуза.

## Административно деление
Провинцията се състои от 21 общини:
- Сиракуза
- Авола
- Аугуста
- Букери
- Бушеми
- Каникатини Бани
- Карлентини
- Касаро
- Лентини
- Мелили
- Ното
- Пакино
- Палацоло Акрейде
- Портопало ди Капо Пасеро
- Приоло Гаргало
- Розолини
- Соларино
- Сортино
- Ферла
- Флоридия
- Франкофонте